# Nấm ăn tuyến trùng

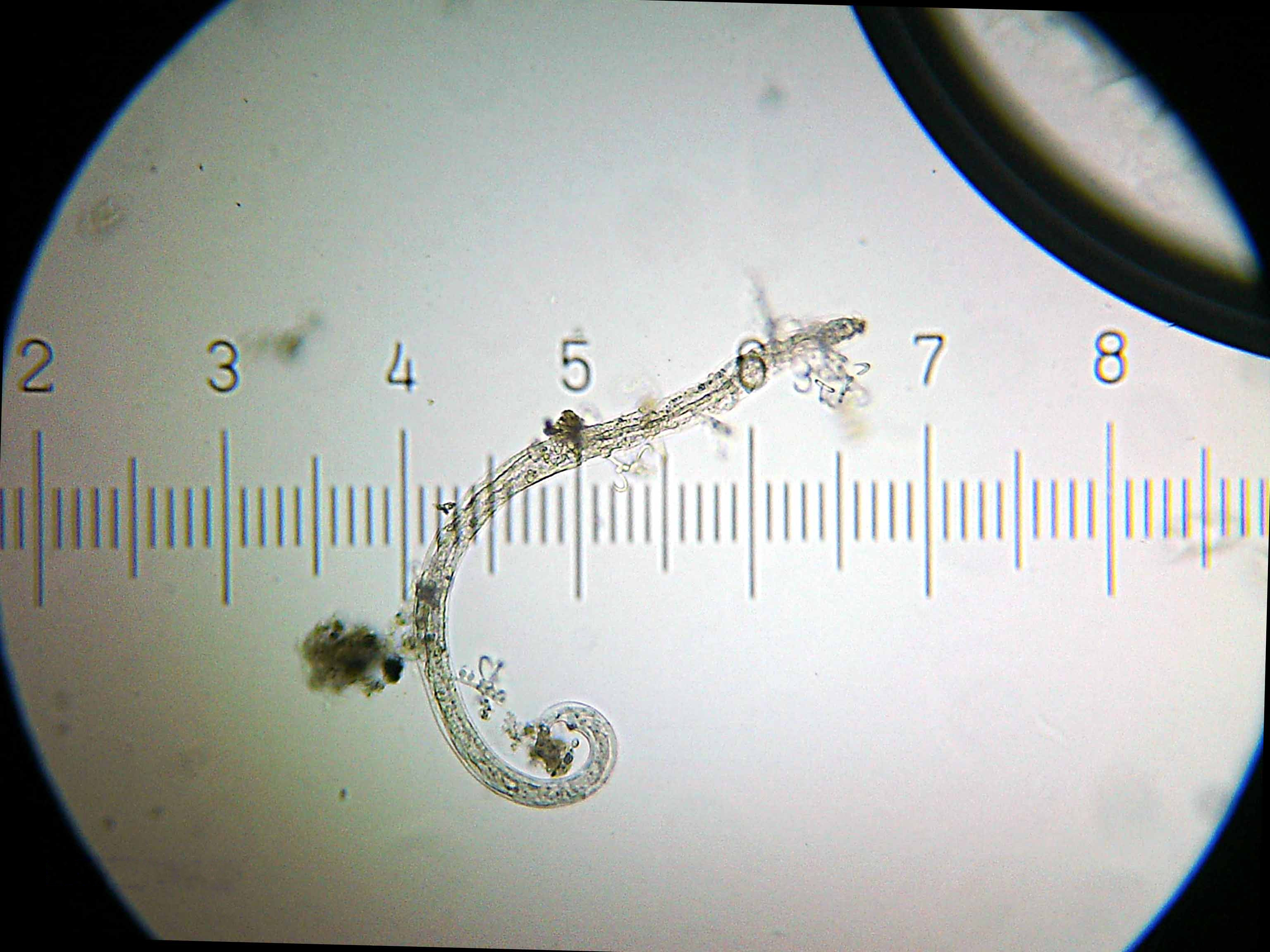
Một con giun tròn chết với Harposporium anguillulae đang phát triển từ thân giun. Các vạch sổ thẳng được đánh số cách nhau 122 µ m.

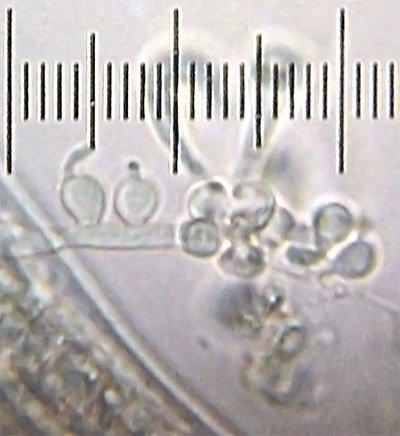
Nhìn kỹ hơn về H. anguillulae từ ảnh trước. Các vạch sổ thẳng được đánh số cách nhau 20 µ m.

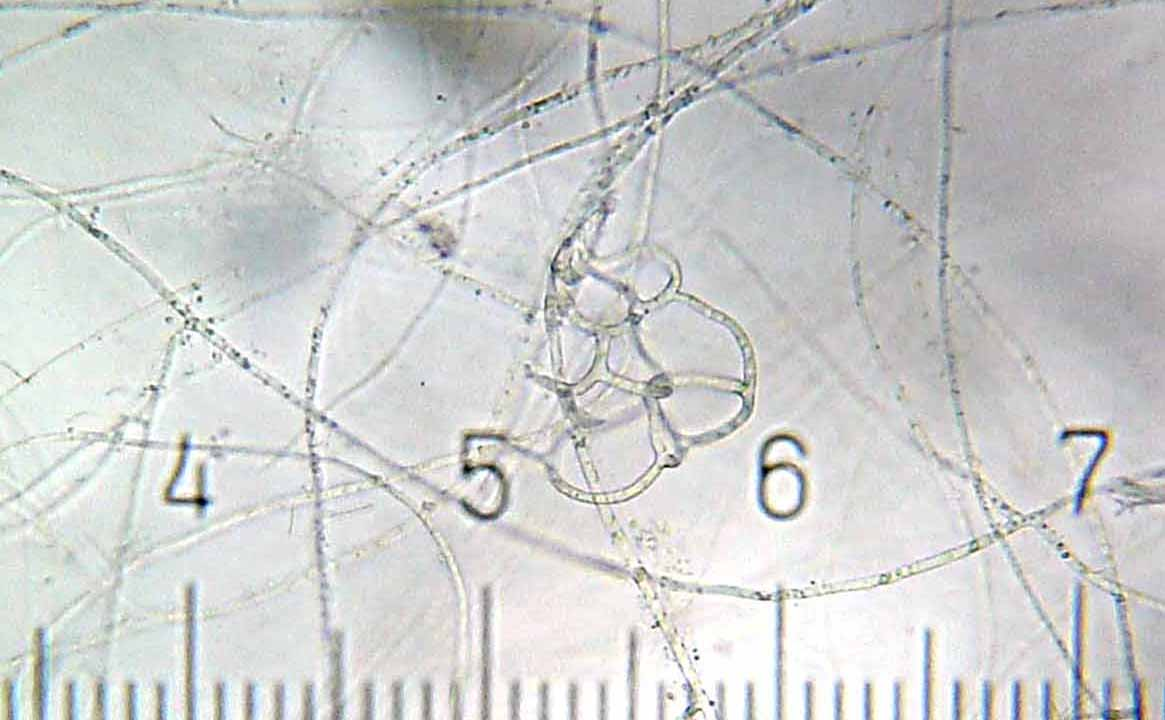
Một loại nấm thuộc chi Arthrobotrys, có lưới kết dính mà nó sử dụng để bẫy giun. Các vạch sổ thẳng được đánh số cách nhau 122 µ m.

Nấm ăn tuyến trùng là một loài nấm ăn thịt chuyên bẫy và tiêu hóa giun tròn, có khoảng 160 loài nấm này đã được biết đến. Có hai loài nấm chính, một là sống bên trong giun tròn ngay từ đầu và hai là những loài bắt giun, chủ yếu là bằng cách bẫy keo hoặc vòng dính, một số bẫy này co lại khi giun tròn tiếp xúc với loài nấm. Một số loài có cả hai loại bẫy. Một kỹ thuật khác là gây choáng giun tròn bằng cách sử dụng chất độc, đây là một phương pháp được sử dụng bởi Coprinus comatus, Stropharia rugosoannulata, và họ Pleurotaceae. Thói quen ăn giun tròn đã xảy ra nhiều lần ở các loài nấm, bằng chứng thực tế là các loài giun tròn được tìm thấy bên trong tất cả các nhóm nấm chính. Nematophagous có thể hữu ích trong việc kiểm soát những con giun ăn cây trồng. Ví dụ, công dụng của Purpureocillium có thể là một chất diệt khuẩn sinh học.